# Lujza Henrietta orániai hercegnő
Nassaui Lujza Henrietta, hollandul: Louise Henriëtte van Nassau, németül: Louise Henriette von Oranien (Hága, 1627. december 7. – Cölln 1667. június 18.) az Oránia-Nassaui-házból származó hercegnő, Frigyes Vilmos brandenburgi választófejedelem első felesége.

## Élete

### Származása
Lujza Henrietta Hágában született, Frigyes Henrik orániai herceg és Solms-Braunfels-i Amália legidősebb lányaként. Édesapja udvarában nevelkedett, aki Holland, Zeeland, Utrecht, Guelders és Overijssel kormányzója volt.

### Házassága
Lujza Henrietta szerelmes lett Henrik Károly de La Trémoille-be, Talmant hercegébe, Henrik de La Trémoille fiába, de szigorú édesanyja királyi házasságot remélve nem engedte lányát a herceghez hozzámenni. A terve II. Károly angol király volt, ám miután ez meghiúsult, „a Nagy Választóhoz” Frigyes Vilmos brandenburgi választófejedelemhez adták hozzá Hágában 1646. december 7-én, tizenkilencedik születésnapján.
A választófejedelem politikai szempontból értékes szövetséget kötött, megszerezve Hollandia támogatását Pomeránia elfoglalásához, és a későbbi francia–holland háborúhoz (1672–1679).

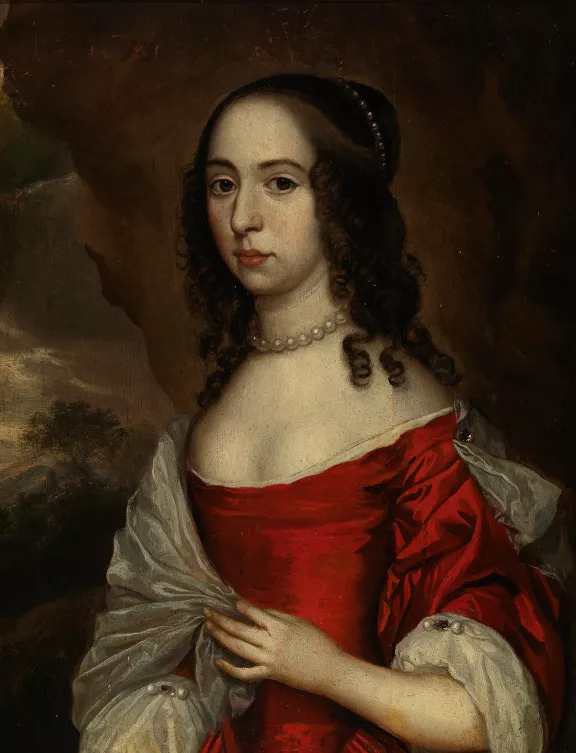
Lujza Henrietta hercegnő

### Fejedelemasszony
A pár Klevében élt a házasság első pár évében, majd átköltöztek Brandenburgba Frigyes Vilmos székhelyére 1648-ban. Házasságuk alatt Lujza Henrietta követte férjét az utazásain Hága, Kalinyingrád, Berlin és Kleve közötti hadjáratokba, és jelen volt Dániában és Lengyelországban is a harci területeken.Férje politikai tanácsadója volt, továbbá ő érte el levelezésben, Gonzaga Lujza Mária lengyel királynéval azt, miszerint ők elismerik a lengyel szövetséget, ha Lengyelország elismeri cserébe Poroszországot mint brandenburgi tartományt. Így jellemezték: „Kevés fejedelemasszonynak volt ekkora befolyása”.
Lujza Henrietta 1650-ben Bötzowban egy kastélyt építtetett holland stílusban, amit Oranienburgnak neveztek, amiről később a város is kapta a nevét.
Ő is részt vett a berlini Lustgarten tervezésében és fejlesztésében, 1663-ban pedig ő hozta létre az első porcelán kabinetet Európában. Emellett jótékonysági tevékenysége is számottevő volt.1665-ben árvaházat alapított.
Úgy írták le, mint kedves, udvarias és értelmes nőt.Férje legfőbb támasza és tanácsadója volt, házasságuk példaértékűnek számított.A háború idején próbálta minél inkább tompítani a károkat, melyet a társadalom szenvedett.

### Gyermekei
Lujza Henrietta és Frigyes Vilmos házasságából 6 gyermek született.
- Vilmos Henrik (1648–1649)
- Károly (1655–1674)
- I. Frigyes porosz király (1657–1713), Poroszország első királya
- Amália (1656–1664)
- Henrik (1664–1664)
- Lajos (1666–1687), Ludwika Karolina Radziwiłł lengyel hercegnőt vette feleségül

Lujza Henrietta Berlinben halt meg, a Berlini dómban helyezték örök nyugalomra.